# ロビアレギュラ
ロビア レギュラ（学名：Robia legula） は、西太平洋に生息するヒレナガチョウチンアンコウ科の一種で、水深1000〜1500mで見られる。ロビアレギュラはロビア属に属する唯一の種である。